# Zospeum biscaiense
Zospeum biscaiense is een slakkensoort uit de familie van de Ellobiidae. De wetenschappelijke naam van de soort is voor het eerst geldig gepubliceerd in 1983 door Gómez & Prieto.